# Lois Abbingh
Lois Abbingh (nascida em 13 de agosto de 1992) é uma handebolista holandesa. Integrou a seleção holandesa feminina que terminou na quarta posição no handebol dos Jogos Olímpicos de Verão de 2016, realizados no Rio de Janeiro, Brasil. Atua como armadora esquerda e joga pelo clube Issy Paris Hand. Foi medalha de prata no Campeonato Mundial de Handebol Feminino de 2015.

## Conquistas
- DHB-Pokal:
  - Campeã: 2012
- Liga Națională:
  - Finalista: 2015
- Cupa României:
  - Campeã: 2015
- Baia Mare Champions Trophy:
  - Campeã: 2014